# 東陵永璵
東陵永璵（とうりょう えいよ）は、鎌倉時代から南北朝時代にかけての曹洞宗宏智派の僧。二十四流と称される日本に禅をもたらした流派の一つ東陵派の祖である。無学祖元の甥の子に当たる。

## 
至元22年（1285年）、元の慶元府鄞県で出生する。明州天童山の雲外雲岫の法を嗣ぎ、天寧寺の住持となった。観応2年（1351年）に来日し、天龍寺3世、南禅寺23世、建長寺32世、円覚寺26世に住した。貞治4年（1365年）に示寂して妙応光国慧海慈済禅師と諡された。法嗣に中叟善庸がおり、遺著に璵東陵日本録がある。
延宝伝灯録4巻、本朝高僧伝30巻に評伝がある。